# Ammonicera rota
Ammonicera rota är en snäckart som först beskrevs av Forbes och Sylvanus Charles Thorp Hanley 1850.  Ammonicera rota ingår i släktet Ammonicera och familjen Omalogyridae. Arten är reproducerande i Sverige. Inga underarter finns listade i Catalogue of Life.